# Phylas (Ephyra)
Phylas (altgriechisch Φύλας Phýlas), König von Ephyra in Thesprotien, ist eine Gestalt der griechischen Mythologie.
Er wurde von Herakles getötet, der die Kalydonier siegreich beim Feldzug gegen Ephyra anführte. Der Halbgott nahm danach die Tochter des Königs als Gefährtin mit, Astyoche (auch Astyocheia oder Astydameia genannt); sie brachte Tlepolemos zur Welt, der später auf Rhodos mehrere Städte gründete.
Auffallend ist hier die Ähnlichkeit der Erzählung mit jener von Herakles und Phylas, dem König der Dryoper.